# Real Madrid Club de Fútbol 2012-2013
Questa voce raccoglie le informazioni riguardanti il Real Madrid Club de Fútbol nelle competizioni ufficiali della stagione 2012-2013.

## Stagione
L'ultima stagione di José Mourinho è caratterizzata da numerose polemiche a livello mediatico: il tecnico portoghese esclude dalla rosa Iker Casillas, titolare dal 2002, fomentando inoltre dubbi sui rapporti d'amicizia tra i nazionali spagnoli di Real Madrid e Barcellona.
Per quanto riguarda gli avvenimenti sul campo, il Real vince la Supercoppa di Spagna, si piazza secondo in Liga ed è semifinalista in Champions League.

## Maglie e sponsor
Lo sponsor tecnico per la stagione 2012-2013 è Adidas, mentre lo sponsor ufficiale è Bwin. La prima divisa è bianca con dettagli blu navy mentre la divisa da trasferta è blu navy con inserti giallo elettrico.
| Casa | Trasferta | Terza divisa |

| 1ª div. portieri | 2ª div. portieri | 3ª div. portieri |

## Organigramma societario
Area direttiva
- Presidente: Florentino Perez
- Presidente onorario: Alfredo di Stéfano
- Vicepresidente: Fernando Fernández Tapia, Eduardo Fernández de Blas
- Direttore generale: José Angel Sanchez
- Direttore risorse: Enrique Balboa
- Risorse umane: José María García
- Direttore dell'area sociale: José Luis Sánchez
- Direttore di controllo e auditing interno: Carlos Martínez de Albornoz
- Direttore della commissione di consulenza legale: Javier López Farre
- Direttore Fondazione "Real Madrid": Julio González

- Capo del protocollo: Raúl Serrano

Area comunicazione
- Capo di Gabinetto della presidenza: Manuel Redondo
- Direttore dell'area comunicazione: Antonio Galeano
- Direttore delle relazioni istituzionali: Emilio Butragueño

Area marketing
- Direttore economico: Julio Esquerdeiro
- Direttore commerciale: Begoña Sanz
- Direttore operazioni e servizi: Fernando Tormo

Area tecnica
- Direttore sportivo della sezione calcistica: Miguel Pardeza
- Allenatore: José Mourinho
- Allenatore in seconda: Aitor Karanka
- Preparatore dei portieri: Silvino Louro
- Assistente tecnico: José Morais, Luís Campos
- Preparatore atletico: Rui Faria
- Team Manager: Chendo
- Dottore: Arya Pradana Budiarto

## Rosa
Rosa aggiornata all'8 maggio 2013.
| N. |                       | Ruolo | Calciatore                   |
| -- | --------------------- | ----- | ---------------------------- |
| 1  | Spagna (bandiera)     | P     | Iker Casillas (capitano)     |
| 2  | Francia (bandiera)    | D     | Raphaël Varane               |
| 3  | Portogallo (bandiera) | D     | Pepe                         |
| 4  | Spagna (bandiera)     | D     | Sergio Ramos (vice capitano) |
| 5  | Portogallo (bandiera) | D     | Fábio Coentrão               |
| 6  | Germania (bandiera)   | C     | Sami Khedira                 |
| 7  | Portogallo (bandiera) | A     | Cristiano Ronaldo            |
| 8  | Brasile (bandiera)    | C     | Kaká                         |
| 9  | Francia (bandiera)    | A     | Karim Benzema                |
| 10 | Germania (bandiera)   | C     | Mesut Özil                   |
| 11 | Portogallo (bandiera) | D     | Ricardo Carvalho             |
| 12 | Brasile (bandiera)    | D     | Marcelo                      |
| 13 | Spagna (bandiera)     | P     | Antonio Adán                 |
| 14 | Spagna (bandiera)     | C     | Xabi Alonso                  |
| 15 | Ghana (bandiera)      | C     | Michael Essien               |
| 17 | Spagna (bandiera)     | D     | Álvaro Arbeloa               |

| N. |                      | Ruolo | Calciatore          |
| -- | -------------------- | ----- | ------------------- |
| 18 | Spagna (bandiera)    | D     | Raúl Albiol         |
| 19 | Croazia (bandiera)   | C     | Luka Modrić         |
| 20 | Argentina (bandiera) | A     | Gonzalo Higuaín     |
| 21 | Spagna (bandiera)    | C     | José María Callejón |
| 22 | Argentina (bandiera) | C     | Ángel Di María      |
| 24 | Francia (bandiera)   | C     | Lassana Diarra      |
| 25 | Spagna (bandiera)    | P     | Diego López         |
| 27 | Spagna (bandiera)    | D     | Nacho Fernández     |
| 29 | Spagna (bandiera)    | A     | Álvaro Morata       |
| 30 | Spagna (bandiera)    | C     | Álex Fernández      |
| 33 | Brasile (bandiera)   | D     | Fabinho             |
| 34 | Spagna (bandiera)    | C     | José Rodríguez      |
| 35 | Spagna (bandiera)    | P     | Jesús Fernández     |
| 36 | Russia (bandiera)    | C     | Denis Cheryshev     |
| 38 | Brasile (bandiera)   | C     | Casemiro            |

## Calciomercato

### Sessione estiva(dall'1/7 al 31/8)
Dopo una lunga trattativa estiva con il club inglese del Tottenham, la dirigenza madrilena riesce nell'acquisto del fantasista croato Luka Modrić, affare che, tra la cifra pagata al momento della firma dei contratti e i vari bonus legati a presenze e prestazioni, si aggira attorno ai 42 milioni di euro. Tra i partenti, i centrocampisti turchi Nuri Şahin e Hamit Altıntop lasciano la squadra rispettivamente per il Liverpool in prestito secco fino alla fine della stagione e per il Galatasaray a 3 milioni e mezzo di euro, stessa cifra ottenuta per la contemporanea cessione di Fernando Gago al Valencia; gli spagnoli Esteban Granero e Sergio Canales passano a titolo definitivo al QPR e al Valencia per 8 milioni l'uno. Infine, le ultime mosse di mercato del Real Madrid effettuate al 31 agosto sono l'acquisto in prestito con diritto di riscatto del centrale ghanese Michael Essien dal Chelsea e la cessione a titolo definitivo del francese Lassana Diarra ai russi dell'Anži.
| Acquisti | Acquisti        | Acquisti  | Acquisti                                  |
| R.       | Nome            | da        | Modalità                                  |
| -------- | --------------- | --------- | ----------------------------------------- |
| C        | Fernando Gago   | Roma      | fine prestito                             |
| C        | Royston Drenthe | Everton   | fine prestito                             |
| C        | Michael Essien  | Chelsea   | prestito gratuito con diritto di riscatto |
| C        | Luka Modrić     | Tottenham | definitivo + bonus (30 mln € + 12 mln €)  |
| C        | Fabinho         | Rio Ave   | prestito                                  |

| Cessioni | Cessioni        | Cessioni    | Cessioni                   |
| R.       | Nome            | a           | Modalità                   |
| -------- | --------------- | ----------- | -------------------------- |
| C        | Sergio Canales  | Valencia    | definitivo (8 mln €)       |
| C        | Esteban Granero | QPR         | definitivo (8 mln €)       |
| C        | Hamit Altıntop  | Galatasaray | definitivo (3,5 mln €)     |
| C        | Fernando Gago   | Valencia    | definitivo (3,5 mln €)     |
| C        | Lassana Diarra  | Anži        | definitivo (5 mln €)       |
| C        | Nuri Şahin      | Liverpool   | prestito oneroso (5 mln €) |
| C        | Royston Drenthe | Beşiktaş    | svincolato                 |

### Sessione invernale(dall'1/1 al 31/1)
| Acquisti | Acquisti    | Acquisti  | Acquisti                 |
| R.       | Nome        | da        | Modalità                 |
| -------- | ----------- | --------- | ------------------------ |
| C        | Nuri Şahin  | Liverpool | fine prestito anticipata |
| P        | Diego López | Siviglia  | definitivo (3,5 mln €)   |

| Cessioni | Cessioni   | Cessioni          | Cessioni |
| R.       | Nome       | a                 | Modalità |
| -------- | ---------- | ----------------- | -------- |
| C        | Nuri Şahin | Borussia Dortmund | prestito |

## Risultati

### Primera División

#### Girone di andata
| Arbitro: | Carlos Delgado Ferreiro |

|            |           |           |
| Higuaín 9’ | Marcatori | 41’ Jonas |

| Arbitro: | Miguel Pérez Lasa |

|                             |           |             |
| Juan Valera 52’ Barrada 74’ | Marcatori | 27’ Higuaín |

| Arbitro: | José Luis González González |

|                                 |           |  |
| C. Ronaldo 25’, 53’ Higuaín 75’ | Marcatori |  |

| Arbitro: | Alberto Undiano Mallenco |

|               |           |  |
| Trochowski 1’ | Marcatori |  |

| Arbitro: | David Fernández Borbalán |

|  |           |                                   |
|  | Marcatori | 12’ Benzema 69’ (rig.) C. Ronaldo |

| Arbitro: | Miguel Ayza Gámez |

|                                                              |           |          |
| C. Ronaldo 23’ (rig.), 44’, 84’ (rig.) Di María 38’ Pepe 67’ | Marcatori | 16’ Riki |

| Arbitro: | Carlos Delgado Ferreiro |

|                |           |                     |
| Messi 31’, 60’ | Marcatori | 22’, 66’ C. Ronaldo |

| Arbitro: | Carlos Clos Gómez |

|                                   |           |  |
| Higuaín 10’ C. Ronaldo 67’ (rig.) | Marcatori |  |

| Arbitro: | José Luis González González |

|  |           |                                                  |
|  | Marcatori | 8’, 70’ Higuaín 22’, 73’ C. Ronaldo 90’ Callejón |

| Arbitro: | Javier Estrada Fernández |

|                                                  |           |  |
| Higuaín 22’ Di María 25’ Essien 88’ Modrić 90+2’ | Marcatori |  |

| Arbitro: | César Muñiz Fernández |

|           |           |                           |
| Ángel 62’ | Marcatori | 21’ C. Ronaldo 84’ Morata |

| Arbitro: | José Antonio Teixeira Vitienes |

|                                                                     |           |              |
| Aurtenetxe 12’ (aut.) S. Ramos 30’ Benzema 32’ Özil 56’ Khedira 72’ | Marcatori | 42’ I. Gómez |

| Arbitro: | Jesús Gil Manzano |

|           |           |  |
| Beñat 17’ | Marcatori |  |

| Arbitro: | Alberto Undiano Mallenco |

|                         |           |  |
| C. Ronaldo 16’ Özil 66’ | Marcatori |  |

| Arbitro: | Pedro Pérez Montero |

|                 |           |                           |
| Manucho 7’, 22’ | Marcatori | 12’ Benzema 45’, 72’ Özil |

| Arbitro: | Antonio Mateu Lahoz |

|                               |           |                      |
| C. Ronaldo 45+1’ Coentrão 48’ | Marcatori | 31’ García 88’ Albín |

| Arbitro: | Alejandro José Hernández Hernández |

|                              |           |                                |
| Isco 49’ Santa Cruz 72’, 76’ | Marcatori | 66’ (aut.) Sánchez 83’ Benzema |

| Arbitro: | Ignacio Iglesias Villanueva |

|                                            |           |                               |
| Benzema 2’ Khedira 35’ C. Ronaldo 68’, 70’ | Marcatori | 9’ (rig.), 40’, 76’ X. Prieto |

| Pamplona 12 gennaio 2013, ore 20:00 CET 19ª giornata | Osasuna           | 0 – 0 referto | Real Madrid | El Sadar (16.366 spett.)\| Arbitro: \| Carlos Clos Gómez \| |
| Arbitro:                                             | Carlos Clos Gómez |               |             |                                                             |

#### Girone di ritorno
| Arbitro: | José Antonio Teixeira Vitienes |

|  |           |                                                  |
|  | Marcatori | 9’ Higuaín 34’, 45’ Di María 36’, 41’ C. Ronaldo |

| Arbitro: | José Luis González González |

|                                              |           |  |
| S. Ramos 53’ C. Ronaldo 62’, 65’, 72’ (rig.) | Marcatori |  |

| Arbitro: | Antonio Mateu Lahoz |

|                       |           |  |
| C. Ronaldo 22’ (aut.) | Marcatori |  |

| Arbitro: | Carlos Delgado Ferreiro |

|                                      |           |                    |
| Benzema 17’ C. Ronaldo 24’, 46’, 58’ | Marcatori | 87’ Manu del Moral |

| Arbitro: | José Paradas Romero |

|                        |           |  |
| Morata 3’ S. Ramos 12’ | Marcatori |  |

| Arbitro: | Alfonso Álvarez Izquierdo |

|          |           |                      |
| Riki 35’ | Marcatori | 73’ Kaká 88’ Higuaín |

| Arbitro: | Miguel Pérez Lasa |

|                         |           |           |
| Benzema 6’ S. Ramos 81’ | Marcatori | 18’ Messi |

| Arbitro: | Javier Estrada Fernández |

|              |           |                            |
| I. Aspas 63’ | Marcatori | 61’, 72’ (rig.) C. Ronaldo |

| Arbitro: | Antonio Mateu Lahoz |

|                                                          |           |                     |
| Higuaín 14’, 57’ C. Ronaldo 51’ Modrić 54’ Benzema 90+2’ | Marcatori | 6’ N'sue 21’ Alfaro |

| Arbitro: | Alberto Undiano Mallenco |

|          |           |                |
| Rodri 7’ | Marcatori | 38’ C. Ronaldo |

| Arbitro: | Carlos Clos Gómez |

|                                                            |           |            |
| Higuaín 36’ Kaká 39’ (rig.) C. Ronaldo 84’ Özil 87’, 90+1’ | Marcatori | 31’ Míchel |

| Arbitro: | Fernando Teixeira Vitienes |

|  |           |                                |
|  | Marcatori | 2’, 68’ C. Ronaldo 76’ Higuaín |

| Arbitro: | Alfonso Álvarez Izquierdo |

|                             |           |                   |
| Özil 45’, 90+1’ Benzema 57’ | Marcatori | 73’ (rig.) Molina |

| Arbitro: | Miguel Pérez Lasa |

|           |           |                                  |
| Falcao 4’ | Marcatori | 13’ (aut.) Juanfran 63’ Di María |

| Arbitro: | David Fernández Borbalán |

|                                                  |           |                                   |
| Valiente 26’ (aut.) C. Ronaldo 32’, 70’ Kaká 49’ | Marcatori | 8’ Óscar 35’ J. Guerra 87’ Sastre |

| Arbitro: | Ignacio Iglesias Villanueva |

|            |           |             |
| Stuani 23’ | Marcatori | 58’ Higuaín |

| Arbitro: | Jesús Gil Manzano |

|                                                                           |           |                            |
| Albiol 3’ C. Ronaldo 26’ Özil 33’ Benzema 45+1’ Modrić 63’ Di María 90+1’ | Marcatori | 15’ Santa Cruz 36’ Antunes |

| Arbitro: | José Luis González González |

|                                           |           |                                     |
| X. Prieto 63’ (rig.), 90+3’ Griezmann 78’ | Marcatori | 6’ Higuaín 57’ Callejón 80’ Khedira |

| Arbitro: | Miguel Pérez Lasa |

|                                                 |           |                          |
| Higuaín 35’ Essien 38’ Benzema 69’ Callejón 87’ | Marcatori | 52’ R. Torres 63’ Cejudo |

### Coppa del Re

#### Sedicesimi di finale
| Arbitro: | Fernando Teixeira Vitienes |

|          |           |                                            |
| Lara 77’ | Marcatori | 21’, 88’ Benzema 35’ Kaká 67’ J. Rodríguez |

| Arbitro: | Ignacio Iglesias Villanueva |

|                                  |           |  |
| Di María 71’ Callejón 89’, 90+1’ | Marcatori |  |

#### Ottavi di finale
| Arbitro: | Alfonso Álvarez Izquierdo |

|                        |           |                |
| Bermejo 56’ Bustos 78’ | Marcatori | 86’ C. Ronaldo |

| Arbitro: | Miguel Ángel Ayza Gámez |

|                                     |           |  |
| C. Ronaldo 3’, 24’, 87’ Khedira 89’ | Marcatori |  |

#### Quarti di finale
| Arbitro: | César Muñiz Fernández |

|                                 |           |  |
| Benzema 37’ Guardado 73’ (aut.) | Marcatori |  |

| Arbitro: | Miguel Ángel Pérez Lasa |

|              |           |             |
| T. Costa 52’ | Marcatori | 44’ Benzema |

#### Semifinale
| Arbitro: | Carlos Clos Gómez |

|            |           |              |
| Varane 81’ | Marcatori | 50’ Fàbregas |

| Arbitro: | Alberto Undiano Mallenco |

|             |           |                                       |
| J. Alba 89’ | Marcatori | 13’ (rig.), 57’ C. Ronaldo 68’ Varane |

#### Finale
| Arbitro: | Carlos Clos Gómez |

|                |           |                          |
| C. Ronaldo 14’ | Marcatori | 35’ D. Costa 98’ Miranda |

| Real Madrid | Atlético Madrid |

| REAL MADRID:  |               |                   |               |     |
|               |               |                   |               |     |
| POR           | 25            | Diego López       |               |     |
| TD            | 15            | Michael Essien    | 101’          |     |
| CD            | 18            | Raúl Albiol       |               |     |
| CS            | 4             | Sergio Ramos (C)  | 74’           |     |
| TS            | 5             | Fábio Coentrão    | 54’           | 91’ |
| CDC           | 14            | Xabi Alonso       |               |     |
| CDC           | 6             | Sami Khedira      | 65’           |     |
| ED            | 10            | Mesut Özil        | 72’           |     |
| ES            | 7             | Cristiano Ronaldo | 90+3’, 115’   |     |
| COC           | 19            | Luka Modrić       |               | 91’ |
| ATT           | 9             | Karim Benzema     |               | 91’ |
| Sostituti:    |               |                   |               |     |
| POR           | 1             | Iker Casillas     |               |     |
| DC            | 11            | Ricardo Carvalho  |               |     |
| TD            | 17            | Álvaro Arbeloa    |               | 91’ |
| COC           | 8             | Kaká              |               |     |
| ED            | 22            | Ángel Di María    | 120’          | 91’ |
| ATT           | 20            | Gonzalo Higuaín   |               | 91’ |
| ATT           | 21            | José Callejón     |               |     |
| Allenatore:   |               |                   |               |     |
| José Mourinho | José Mourinho | José Mourinho     | José Mourinho | 77’ |

| ATLÉTICO MADRID: |    |                    |              |        |
|                  |    |                    |              |        |
| POR              | 13 | Thibaut Courtois   |              |        |
| TD               | 20 | Juanfran           |              |        |
| CD               | 2  | Diego Godín        |              |        |
| CS               | 23 | João Miranda       | 120+2’       |        |
| TS               | 3  | Filipe Luís        |              |        |
| CDD              | 4  | Mario Suárez       | 100’         |        |
| CDS              | 14 | Gabi (C)           | 115’, 120+5’ |        |
| ED               | 6  | Koke               | 105+1’       | 113’   |
| ES               | 10 | Arda Turan         | 38’          | 111’   |
| PD               | 19 | Diego Costa        | 69’          | 105+2’ |
| PS               | 9  | Radamel Falcao     |              |        |
| Sostituti:       |    |                    |              |        |
| POR              | 1  | Sergio Asenjo      |              |        |
| DC               | 18 | Cata Díaz          |              |        |
| CC               | 5  | Tiago              |              |        |
| CC               | 8  | Raúl García        |              | 113’   |
| COC              | 30 | Óliver Torres      |              |        |
| ES               | 11 | Cristian Rodríguez |              | 111’   |
| ATT              | 7  | Adrián López       |              | 105+2’ |
| Allenatore:      |    |                    |              |        |
| Diego Simeone    |    |                    |              |        |

| Assistenti: Javier Aguilar Rodríguez Pau Cebrián Devis 4º ufficiale: Javier Estrada Fernández |

### UEFA Champions League

#### Fase a gironi
| Arbitro: | Damir Skomina |

|                                        |           |                       |
| Marcelo 76’ Benzema 87’ C. Ronaldo 90’ | Marcatori | 68’ Džeko 85’ Kolarov |

| Arbitro: | Jonas Eriksson |

|               |           |                                      |
| Moisander 56’ | Marcatori | 42’, 79’, 81’ C. Ronaldo 48’ Benzema |

| Arbitro: | Viktor Kassai |

|                               |           |                |
| Lewandowski 36’ Schmelzer 64’ | Marcatori | 38’ C. Ronaldo |

| Arbitro: | Cüneyt Çakır |

|                   |           |                             |
| Pepe 34’ Özil 89’ | Marcatori | 28’ Reus 45’ (aut.) Arbeloa |

| Arbitro: | Gianluca Rocchi |

|                   |           |             |
| Agüero 73’ (rig.) | Marcatori | 10’ Benzema |

| Arbitro: | Pavel Královec |

|                                           |           |                |
| C. Ronaldo 13’ Callejón 28’, 88’ Kaká 49’ | Marcatori | 59’ Boerrigter |

#### Fase a eliminazione diretta

##### Ottavi di finale
| Arbitro: | Felix Brych |

|                |           |             |
| C. Ronaldo 30’ | Marcatori | 20’ Welbeck |

| Arbitro: | Cüneyt Çakır |

|                     |           |                           |
| S. Ramos 48’ (aut.) | Marcatori | 66’ Modrić 69’ C. Ronaldo |

##### Quarti di finale
| Arbitro: | Svein Oddvar Moen |

|                                       |           |  |
| C. Ronaldo 9’ Benzema 29’ Higuaín 73’ | Marcatori |  |

| Arbitro: | Stéphane Lannoy |

|                                   |           |                      |
| Eboué 57’ Sneijder 70’ Drogba 72’ | Marcatori | 7’, 90+2’ C. Ronaldo |

##### Semifinali
| Arbitro: | Björn Kuipers |

|                                      |           |                |
| Lewandowski 8’, 50’, 55’, 66’ (rig.) | Marcatori | 43’ C. Ronaldo |

| Arbitro: | Howard Webb |

|                          |           |  |
| Benzema 83’ S. Ramos 88’ | Marcatori |  |

### Supercoppa di Spagna
| Arbitro: | Carlos Clos Gómez |

|                                     |           |                             |
| Pedro 56’ Messi 69’ (rig.) Xavi 77’ | Marcatori | 54’ C. Ronaldo 85’ Di María |

| Barcellona | Real Madrid |

| BARCELLONA:   |    |                   |     |     |
|               |    |                   |     |     |
| POR           | 1  | Víctor Valdés     |     |     |
| TD            | 2  | Dani Alves        |     |     |
| CD            | 14 | Javier Mascherano | 45’ |     |
| CS            | 3  | Gerard Piqué      |     |     |
| TS            | 21 | Adriano Correia   |     |     |
| CDC           | 16 | Sergio Busquets   |     |     |
| CCD           | 6  | Xavi (C)          |     | 82’ |
| CCS           | 8  | Andrés Iniesta    |     |     |
| A             | 9  | Alexis Sánchez    |     | 71’ |
| AS            | 17 | Pedro Rodríguez   |     | 86’ |
| AC            | 10 | Lionel Messi      |     |     |
| Sostituti:    |    |                   |     |     |
| POR           | 13 | José Manuel Pinto |     |     |
| DC            | 5  | Carles Puyol      |     |     |
| TS            | 18 | Jordi Alba        |     | 86’ |
| CC            | 4  | Cesc Fàbregas     |     | 82’ |
| CC            | 28 | Sergi Roberto     |     |     |
| AS            | 37 | Cristian Tello    |     | 71’ |
| ATT           | 7  | David Villa       |     |     |
| Allenatore:   |    |                   |     |     |
| Tito Vilanova |    |                   |     |     |

| REAL MADRID:  |    |                   |     |     |
|               |    |                   |     |     |
| POR           | 1  | Iker Casillas (C) |     |     |
| TD            | 17 | Álvaro Arbeloa    | 44’ |     |
| CD            | 18 | Raúl Albiol       | 50’ |     |
| CS            | 4  | Sergio Ramos      |     |     |
| TS            | 5  | Fábio Coentrão    |     |     |
| CDD           | 14 | Xabi Alonso       | 11’ |     |
| CDS           | 6  | Sami Khedira      |     |     |
| ED            | 21 | José Callejón     |     | 65’ |
| ES            | 7  | Cristiano Ronaldo |     |     |
| COC           | 10 | Mesut Özil        |     | 81’ |
| ATT           | 9  | Karim Benzema     |     | 60’ |
| Sostituti:    |    |                   |     |     |
| POR           | 13 | Antonio Adán      |     |     |
| DC            | 2  | Raphaël Varane    |     |     |
| TS            | 12 | Marcelo           |     | 81’ |
| CC            | 11 | Esteban Granero   |     |     |
| CC            | 24 | Lassana Diarra    |     |     |
| ED            | 22 | Ángel Di María    |     | 65’ |
| ATT           | 20 | Gonzalo Higuaín   |     | 60’ |
| Allenatore:   |    |                   |     |     |
| José Mourinho |    |                   |     |     |

| Assistenti: Jesús Calvo Guadamuro Luis Marco Martínez 4º ufficiale: Sergio Usón Rosel |

| Arbitro: | Antonio Mateu Lahoz |

|                            |           |           |
| Higuaín 10’ C. Ronaldo 19’ | Marcatori | 44’ Messi |

| Real Madrid | Barcellona |

| REAL MADRID:  |    |                   |     |     |
|               |    |                   |     |     |
| POR           | 1  | Iker Casillas (C) |     |     |
| TD            | 17 | Álvaro Arbeloa    | 36’ |     |
| CD            | 3  | Pepe              | 20’ |     |
| CS            | 4  | Sergio Ramos      |     |     |
| TS            | 12 | Marcelo           |     |     |
| CDD           | 14 | Xabi Alonso       | 72’ |     |
| CDS           | 6  | Sami Khedira      | 63’ |     |
| ED            | 22 | Ángel Di María    |     | 75’ |
| ES            | 7  | Cristiano Ronaldo |     |     |
| COC           | 10 | Mesut Özil        |     | 80’ |
| ATT           | 20 | Gonzalo Higuaín   |     | 77’ |
| Sostituti:    |    |                   |     |     |
| POR           | 13 | Antonio Adán      |     |     |
| DC            | 18 | Raúl Albiol       |     |     |
| DC            | 27 | Nacho Fernández   |     |     |
| CC            | 19 | Luka Modrić       |     | 80’ |
| CC            | 24 | Lassana Diarra    |     |     |
| ATT           | 9  | Karim Benzema     |     | 77’ |
| ATT           | 21 | José Callejón     |     | 75’ |
| Allenatore:   |    |                   |     |     |
| José Mourinho |    |                   |     |     |

| BARCELLONA:   |    |                   |     |     |
|               |    |                   |     |     |
| POR           | 1  | Víctor Valdés     |     |     |
| TD            | 21 | Adriano Correia   | 27’ |     |
| CD            | 14 | Javier Mascherano | 14’ |     |
| CS            | 3  | Gerard Piqué      | 49’ |     |
| TS            | 18 | Jordi Alba        |     |     |
| CDC           | 16 | Sergio Busquets   |     | 73’ |
| CCD           | 6  | Xavi (C)          |     |     |
| CCS           | 8  | Andrés Iniesta    |     |     |
| A             | 9  | Alexis Sánchez    |     | 32’ |
| AS            | 17 | Pedro Rodríguez   |     | 82’ |
| AC            | 10 | Lionel Messi      |     |     |
| Sostituti:    |    |                   |     |     |
| POR           | 13 | José Manuel Pinto |     |     |
| DC            | 15 | Marc Bartra       |     |     |
| TD            | 19 | Martín Montoya    |     | 32’ |
| CC            | 4  | Cesc Fàbregas     |     |     |
| CC            | 25 | Alexandre Song    |     | 73’ |
| AS            | 37 | Cristian Tello    |     | 82’ |
| ATT           | 7  | David Villa       |     |     |
| Allenatore:   |    |                   |     |     |
| Tito Vilanova |    |                   |     |     |

| Assistenti: Pau Cebrián Devis Jon Núnez Fernández 4º ufficiale: Vicente Gil Coscolla |

## Statistiche

### Statistiche di squadra
Statistiche aggiornate al 1º giugno 2013.
| Competizione          | Punti | In casa | In casa | In casa | In casa | In casa | In casa | In trasferta | In trasferta | In trasferta | In trasferta | In trasferta | In trasferta | Totale | Totale | Totale | Totale | Totale | Totale | DR  |
| Competizione          | Punti | G       | V       | N       | P       | Gf      | Gs      | G            | V            | N            | P            | Gf           | Gs           | G      | V      | N      | P      | Gf     | Gs     | DR  |
| --------------------- | ----- | ------- | ------- | ------- | ------- | ------- | ------- | ------------ | ------------ | ------------ | ------------ | ------------ | ------------ | ------ | ------ | ------ | ------ | ------ | ------ | --- |
| Primera División      | 85    | 19      | 17      | 2       | 0       | 67      | 21      | 19           | 9            | 5            | 5            | 36           | 21           | 38     | 26     | 7      | 5      | 103    | 42     | +61 |
| Coppa del Re          | -     | 5       | 3       | 1       | 1       | 11      | 3       | 4            | 2            | 1            | 1            | 9            | 5            | 9      | 5      | 2      | 2      | 20     | 8      | +12 |
| UEFA Champions League | 11    | 6       | 4       | 2       | 0       | 15      | 6       | 6            | 2            | 1            | 3            | 11           | 12           | 12     | 6      | 3      | 3      | 26     | 18     | -1  |
| Supercoppa di Spagna  | -     | 1       | 1       | 0       | 0       | 2       | 1       | 1            | 0            | 0            | 1            | 2            | 3            | 2      | 1      | 0      | 1      | 4      | 4      | 0   |
| Totale                | -     | 31      | 25      | 5       | 1       | 95      | 31      | 30           | 13           | 7            | 10           | 58           | 41           | 61     | 38     | 12     | 11     | 153    | 72     | +81 |

### Statistiche dei giocatori
| Giocatore    | Liga     | Liga | Liga        | Liga       | Coppa del Re | Coppa del Re | Coppa del Re | Coppa del Re | Supercoppa di Spagna | Supercoppa di Spagna | Supercoppa di Spagna | Supercoppa di Spagna | Champions League | Champions League | Champions League | Champions League | Totale   | Totale | Totale      | Totale     |
| Giocatore    | Presenze | Reti | Ammonizioni | Espulsioni | Presenze     | Reti         | Ammonizioni  | Espulsioni   | Presenze             | Reti                 | Ammonizioni          | Espulsioni           | Presenze         | Reti             | Ammonizioni      | Espulsioni       | Presenze | Reti   | Ammonizioni | Espulsioni |
| ------------ | -------- | ---- | ----------- | ---------- | ------------ | ------------ | ------------ | ------------ | -------------------- | -------------------- | -------------------- | -------------------- | ---------------- | ---------------- | ---------------- | ---------------- | -------- | ------ | ----------- | ---------- |
| A. Adán      | 3        | -3   | 0           | 1          | 4            | -4           | 0            | 0            | 0                    | 0                    | 0                    | 0                    | 1                | -1               | 0                | 0                | 8        | -8     | 0           | 1          |
| R. Albiol    | 18       | 1    | 6           | 0          | 5            | 0            | 1            | 0            | 1                    | 0                    | 1                    | 0                    | 2                | 0                | 0                | 0                | 26       | 1      | 8           | 0          |
| X. Alonso    | 28       | 0    | 10          | 0          | 7            | 0            | 2            | 0            | 2                    | 0                    | 2                    | 0                    | 10               | 0                | 3                | 0                | 47       | 0      | 17          | 0          |
| Á. Arbeloa   | 26       | 0    | 7           | 0          | 6            | 0            | 2            | 0            | 2                    | 0                    | 2                    | 0                    | 7                | 0                | 5                | 2                | 41       | 0      | 16          | 2          |
| K. Benzema   | 30       | 11   | 0           | 0          | 8            | 4            | 0            | 0            | 2                    | 0                    | 0                    | 0                    | 10               | 5                | 0                | 0                | 50       | 20     | 0           | 0          |
| J. Callejón  | 30       | 3    | 1           | 0          | 5            | 2            | 1            | 0            | 2                    | 0                    | 0                    | 0                    | 4                | 2                | 0                | 0                | 41       | 7      | 2           | 0          |
| R. Carvalho  | 9        | 0    | 2           | 0          | 6            | 0            | 2            | 0            | 0                    | 0                    | 0                    | 0                    | 1                | 0                | 1                | 0                | 16       | 0      | 5           | 0          |
| Casemiro     | 1        | 0    | 0           | 0          | 0            | 0            | 0            | 0            | 0                    | 0                    | 0                    | 0                    | 0                | 0                | 0                | 0                | 1        | 0      | 0           | 0          |
| I. Casillas  | 19       | -17  | 1           | 0          | 3            | 0            | 0            | 0            | 2                    | -4                   | 0                    | 0                    | 5                | -8               | 0                | 0                | 29       | -29    | 1           | 0          |
| D. Cheryshev | 0        | 0    | 0           | 0          | 1            | 0            | 0            | 0            | 0                    | 0                    | 0                    | 0                    | 0                | 0                | 0                | 0                | 1        | 0      | 0           | 0          |
| F. Coentrão  | 16       | 1    | 2           | 1          | 5            | 0            | 3            | 1            | 1                    | 0                    | 0                    | 0                    | 8                | 0                | 1                | 0                | 30       | 1      | 6           | 2          |
| Á. Di María  | 32       | 6    | 5           | 1          | 7            | 1            | 2            | 1            | 2                    | 1                    | 0                    | 0                    | 11               | 0                | 0                | 0                | 52       | 8      | 7           | 2          |
| L. Diarra    | 2        | 0    | 0           | 0          | 0            | 0            | 0            | 0            | 0                    | 0                    | 0                    | 0                    | 0                | 0                | 0                | 0                | 2        | 0      | 0           | 0          |
| M. Essien    | 21       | 2    | 4           | 0          | 7            | 0            | 1            | 0            | 0                    | 0                    | 0                    | 0                    | 7                | 0                | 2                | 0                | 35       | 2      | 7           | 0          |
| Fabinho      | 1        | 0    | 0           | 0          | 0            | 0            | 0            | 0            | 0                    | 0                    | 0                    | 0                    | 0                | 0                | 0                | 0                | 1        | 0      | 0           | 0          |
| Á. Fernández | 0        | 0    | 0           | 0          | 1            | 0            | 1            | 0            | 0                    | 0                    | 0                    | 0                    | 0                | 0                | 0                | 0                | 1        | 0      | 1           | 0          |
| J. Fernández | 0        | 0    | 0           | 0          | 0            | 0            | 0            | 0            | 0                    | 0                    | 0                    | 0                    | 0                | 0                | 0                | 0                | 0        | 0      | 0           | 0          |
| N. Fernández | 9        | 0    | 1           | 0          | 3            | 0            | 1            | 0            | 0                    | 0                    | 0                    | 0                    | 1                | 0                | 0                | 0                | 13       | 0      | 2           | 0          |
| G. Higuaín   | 28       | 16   | 5           | 1          | 5            | 0            | 0            | 0            | 2                    | 1                    | 0                    | 0                    | 9                | 1                | 1                | 0                | 44       | 18     | 6           | 1          |
| Kaká         | 19       | 3    | 3           | 1          | 2            | 1            | 0            | 0            | 0                    | 0                    | 0                    | 0                    | 6                | 1                | 1                | 0                | 27       | 5      | 4           | 1          |
| S. Khedira   | 25       | 3    | 5           | 0          | 6            | 1            | 2            | 0            | 2                    | 0                    | 1                    | 0                    | 11               | 0                | 2                | 0                | 44       | 4      | 10          | 0          |
| D. López     | 16       | -20  | 0           | 0          | 3            | -4           | 0            | 0            | 0                    | -0                   | 0                    | 0                    | 6                | -9               | 0                | 0                | 25       | -33    | 0           | 0          |
| Marcelo      | 14       | 0    | 2           | 0          | 1            | 0            | 0            | 0            | 2                    | 0                    | 0                    | 0                    | 2                | 1                | 0                | 0                | 19       | 1      | 2           | 0          |
| L. Modrić    | 33       | 3    | 8           | 0          | 8            | 0            | 1            | 0            | 1                    | 0                    | 0                    | 0                    | 11               | 1                | 1                | 0                | 53       | 4      | 10          | 0          |
| Á. Morata    | 12       | 2    | 3           | 0          | 2            | 0            | 0            | 0            | 0                    | 0                    | 0                    | 0                    | 1                | 0                | 0                | 0                | 15       | 2      | 3           | 0          |
| M. Özil      | 32       | 9    | 5           | 0          | 8            | 0            | 2            | 0            | 2                    | 0                    | 0                    | 0                    | 10               | 1                | 1                | 0                | 52       | 10     | 8           | 0          |
| Pepe         | 28       | 1    | 7           | 0          | 2            | 0            | 0            | 0            | 1                    | 0                    | 1                    | 0                    | 11               | 1                | 1                | 0                | 42       | 2      | 9           | 0          |
| S. Ramos     | 26       | 4    | 10          | 1          | 3            | 0            | 3            | 1            | 2                    | 0                    | 0                    | 0                    | 9                | 1                | 5                | 0                | 40       | 5      | 18          | 2          |
| J. Rodríguez | 1        | 0    | 0           | 0          | 2            | 1            | 1            | 0            | 0                    | 0                    | 0                    | 0                    | 1                | 0                | 0                | 0                | 4        | 1      | 1           | 0          |
| C. Ronaldo   | 34       | 34   | 9           | 0          | 7            | 7            | 3            | 1            | 2                    | 2                    | 0                    | 0                    | 12               | 12               | 1                | 0                | 55       | 55     | 13          | 1          |
| R. Varane    | 15       | 0    | 0           | 0          | 7            | 2            | 1            | 0            | 0                    | 0                    | 0                    | 0                    | 11               | 0                | 0                | 0                | 33       | 2      | 1           | 0          |